# AFC Champions League 2009
AFC Champions League 2009 là phiên bản thứ 28 của giải đấu cấp cao nhất Châu Á cấp câu lạc bộ được tổ chức bởi Liên đoàn bóng đá châu Á (AFC) và lần thứ 7 dưới tên gọi AFC Champions League. Trận chung kết được tổ chức tại Sân vận động quốc gia Tokyo vào ngày 7 tháng 11 năm 2009. Đội chiến thắng, câu lạc bộ Hàn Quốc Pohang Steelers, đủ điều kiện cho Giải vô địch bóng đá thế giới các câu lạc bộ 2009 tại Các Tiểu vương quốc Ả Rập Thống nhất.
Giải vô địch đã được mở rộng tới 35 câu lạc bộ trong năm nay, với 5 đội bắt đầu từ vòng loại. Một vòng đấu bổ sung trong vòng loại trực tiếp đã được thêm vào để những đội nhì bảng cũng như những đội nhất bảng sẽ lọt vào. Đội vô địch mùa trước không còn được vào thẳng vòng đấu loại trực tiếp. Mỗi đội được phép có tối đa bốn cầu thủ nước ngoài trong mùa giải này, một trong số họ phải đến từ một quốc gia Hiệp hội thành viên AFC.

## Phân bổ đội của các hiệp hội
Có 35 đội thi đấu tại AFC Champions League 2009.

### Bảng xếp hạng các giải vô địch quốc gia của AFC
| Pos | Hiệp hội thành viên | Điểm (tổng 500) | Đội | Spots     | Spots     | Spots   |
| Pos | Hiệp hội thành viên | Điểm (tổng 500) | Đội | Vòng bảng | Vòng loại | AFC Cup |
| --- | ------------------- | --------------- | --- | --------- | --------- | ------- |
| 4   | Ả Rập Xê Út         | 365             | 12  | 4         | 0         | 0       |
| 5   | UAE                 | 356             | 12  | 3         | 1         | 0       |
| 7   | Iran                | 340             | 18  | 4         | 0         | 0       |
| 9   | Uzbekistan          | 289             | 16  | 2         | 0         | 1       |
| 10  | Qatar               | 270             | 10  | 2         | 0         | 0       |
| 13  | Ấn Độ               | 202             | 10  | 0         | 1         | 1       |

|  | Meet the criteria        |
|  | Do not meet the criteria |

| Pos | Hiệp hội thành viên | Điểm (tổng 500) | Đội  | Spots     | Spots     | Spots   |
| Pos | Hiệp hội thành viên | Điểm (tổng 500) | Đội  | Vòng bảng | Vòng loại | AFC Cup |
| --- | ------------------- | --------------- | ---- | --------- | --------- | ------- |
| 1   | Nhật Bản            | 470             | 18   | 4         | 0         | 0       |
| 2   | Hàn Quốc            | 441             | 14   | 4         | 0         | 0       |
| 3   | Trung Quốc          | 431             | 16   | 4         | 0         | 0       |
| 6   | Australia           | 343             | 7+1† | 2         | 0         | 0       |
| 8   | Indonesia           | 296             | 18   | 1         | 1         | 0       |
| 11  | Singapore           | 279             | 12   | 0         | 1         | 1       |
| 12  | Thái Lan            | 221             | 16   | 0         | 1         | 1       |
| 14  | Việt Nam            | 191             | 14   | 0         | 0         | 2       |

### Phân bổ các khu vực
Dưới đây là sơ đồ của AFC Champions League 2009:
Vòng loại: (5 đội)
- Các Tiểu vương quốc Ả Rập Thống nhất,  Indonesia,  Singapore,  Thái Lan,  Ấn Độ mỗi hiệp hội có 1 đội tham dự

Vòng bảng: (32 đội)
- 2 đội vượt qua vòng loại
- 4 đội tham dự:  Nhật Bản,  Trung Quốc,  Iran,  Hàn Quốc,  Ả Rập Xê Út
- 3 đội tham dự:  Các Tiểu vương quốc Ả Rập Thống nhất
- 2 đội tham dự:  Australia,  Uzbekistan,  Qatar
- 1 đội tham dự:  Indonesia

Các đội sau đã đủ điều kiện tham dự vòng loại, nhưng đã bị loại vì giải đấu của họ không đủ điều kiện cho Champions League:
| Đội         | Lọt vào giải đấu với tư cách |
| ----------- | ---------------------------- |
| Bình Dương  | Vô địch V-League 2008        |
| Al-Muharraq | Vô địch AFC Cup 2008         |
| Safa        | Á quân AFC Cup 2008          |

## Các đội tham dự
Chú thích:
•TH: Đương kim vô địch
•1st, 2nd, 3rd,...: Vị trí tại giải quốc nội
•CW: Đội vô địch cúp quốc gia
| Vòng bảng                 |                              |                               |                              |
| Tây Á                     |                              |                               |                              |
| Persepolis (1st)          | Al-Hilal (1st)               | Al-Shabab (1st)               | Umm-Salal (CW)               |
| Esteghlal (CW)            | Al-Shabab (CW)               | Al-Ahli (CW)                  | Bunyodkor (1st, CW)          |
| Sepahan (2nd)             | Al-Ittihad (2nd)             | Al-Jazira (2nd)               | Pakhtakor (2nd)              |
| Saba Qom (3rd)            | Al-Ettifaq (4th)             | Al-Gharafa (1st)              |                              |
| Đông Á                    |                              |                               |                              |
| Gamba OsakaTH (CW)        | Thiên Tân Teda (4th)         | Suwon Samsung Bluewings (1st) | Central Coast Mariners (1st) |
| Sơn Đông Lỗ Năng (1st)    | Kashima Antlers (1st)        | Pohang Steelers (CW)          | Newcastle United Jets (CW)   |
| Thân Hoa Thượng Hải (2nd) | Kawasaki Frontale (2nd)      | FC Seoul (2nd)                | Sriwijaya (1st)              |
| Bắc Kinh Quốc An (3rd)    | Nagoya Grampus (3rd)         | Ulsan Hyundai Horang-i (3rd)  |                              |
| Vòng loại                 |                              |                               |                              |
| Tây Á                     |                              |                               |                              |
| Dempo (1st)               | Sharjah (4th)                |                               |                              |
| Đông Á                    |                              |                               |                              |
| PSMS Medan (2nd)          | Singapore Armed Forces (1st) | PEA (1st)                     |                              |

## Vòng loại

### Vòng sơ loại
| Đội 1          | Tỉ số          | Đội 2                  |
| Khu vực Đông Á | Khu vực Đông Á | Khu vực Đông Á         |
| -------------- | -------------- | ---------------------- |
| PEA            | 1–4 (h.p.)     | Singapore Armed Forces |

### Vòng play-off
| Đội 1                  | Tỉ số          | Đội 2          |
| Khu vực Đông Á         | Khu vực Đông Á | Khu vực Đông Á |
| ---------------------- | -------------- | -------------- |
| Singapore Armed Forces | 2–1 (h.p.)     | PSMS Medan     |
| Khu vực Tây Á          |                |                |
| Sharjah                | 3–0            | Dempo          |

## Vòng bảng
Lễ bốc thăm vòng bảng diễn ra vào ngày 7 tháng 1 năm 2009 tại Abu Dhabi, UAE.

### Bảng A
| VT | Đội       | ST | T | H | B | BT | BB | HS | Đ  | Giành quyền tham dự |
| -- | --------- | -- | - | - | - | -- | -- | -- | -- | ------------------- |
| 1  | Al-Hilal  | 6  | 4 | 2 | 0 | 10 | 4  | +6 | 14 | Vòng loại trực tiếp |
| 2  | Pakhtakor | 6  | 4 | 1 | 1 | 9  | 5  | +4 | 13 | Vòng loại trực tiếp |
| 3  | Saba Qom  | 6  | 1 | 2 | 3 | 7  | 9  | −2 | 5  |                     |
| 4  | Al-Ahli   | 6  | 0 | 1 | 5 | 6  | 14 | −8 | 1  |                     |

| HIL | PAK | SAB | AHL |
| --- | --- | --- | --- |
| –   | 2-0 | 1-1 | 2-1 |
| 1-1 | –   | 2-1 | 2-0 |
| 0-1 | 1-2 | –   | 0-0 |
| 1-3 | 0-2 | 3-5 | –   |

### Bảng B
| VT | Đội        | ST | T | H | B | BT | BB | HS | Đ | Giành quyền tham dự |
| -- | ---------- | -- | - | - | - | -- | -- | -- | - | ------------------- |
| 1  | Persepolis | 4  | 2 | 1 | 1 | 5  | 6  | −1 | 7 | Vòng loại trực tiếp |
| 2  | Al-Shabab  | 4  | 2 | 1 | 1 | 4  | 2  | +2 | 7 | Vòng loại trực tiếp |
| 3  | Al-Gharafa | 4  | 1 | 0 | 3 | 7  | 8  | −1 | 3 |                     |
| 4  | Sharjah    | 0  | 0 | 0 | 0 | 0  | 0  | 0  | 0 | Bị loại             |

1. ↑   Sharjah đã bị cáo buộc đưa một cầu thủ không đủ điều kiện, Abdelaziz Mohamed Al Mazam, trong trận đấu với Al Shabab của Ả Rập Xê Út vào ngày 8.4.09. Do đó, Al Sharjah đã bị phạt 4000 USD và Al Shabab được xử thắng 3-0.[1]
2. ↑   Sharjah bị loại khỏi vòng đấu khi còn 2 trận. Các kết quả thi đấu của họ sẽ không được tính.[2]

|            | PRS | SHB | GHA |
| ---------- | --- | --- | --- |
| Persepolis | –   | 1-0 | 3-1 |
| Al-Shabab  | 0-0 | –   | 1-0 |
| Al-Gharafa | 5-1 | 1-3 | –   |

### Bảng C
| VT | Đội        | ST | T | H | B | BT | BB | HS  | Đ  | Giành quyền tham dự |
| -- | ---------- | -- | - | - | - | -- | -- | --- | -- | ------------------- |
| 1  | Al-Ittihad | 6  | 3 | 3 | 0 | 14 | 4  | +10 | 12 | Vòng loại trực tiếp |
| 2  | Umm-Salal  | 6  | 2 | 2 | 2 | 6  | 13 | −7  | 8  | Vòng loại trực tiếp |
| 3  | Al-Jazira  | 6  | 0 | 5 | 1 | 6  | 7  | −1  | 5  |                     |
| 4  | Esteghlal  | 6  | 0 | 4 | 2 | 6  | 8  | −2  | 4  |                     |

|            | ITT | UMS | JAZ | EST |
| ---------- | --- | --- | --- | --- |
| Al-Ittihad | –   | 7-0 | 1-1 | 2-1 |
| Umm-Salal  | 1-3 | –   | 2-2 | 1-0 |
| Al-Jazira  | 0-0 | 0-1 | –   | 2-2 |
| Esteghlal  | 1-1 | 1-1 | 1-1 | –   |

### Bảng D
| VT | Đội        | ST | T | H | B | BT | BB | HS | Đ  | Giành quyền tham dự |
| -- | ---------- | -- | - | - | - | -- | -- | -- | -- | ------------------- |
| 1  | Al-Ettifaq | 6  | 4 | 0 | 2 | 15 | 8  | +7 | 12 | Vòng loại trực tiếp |
| 2  | Bunyodkor  | 6  | 2 | 2 | 2 | 5  | 9  | −4 | 8  | Vòng loại trực tiếp |
| 3  | Sepahan    | 6  | 2 | 1 | 3 | 9  | 7  | +2 | 7  |                     |
| 4  | Al-Shabab  | 6  | 2 | 1 | 3 | 6  | 11 | −5 | 7  |                     |

|            | ETT | BUN | SEP | SHB |
| ---------- | --- | --- | --- | --- |
| Al-Ettifaq | –   | 4-0 | 2-1 | 4-1 |
| Bunyodkor  | 2-1 | –   | 2-2 | 0-0 |
| Sepahan    | 3-0 | 0-1 | –   | 2-0 |
| Al-Shabab  | 1-4 | 2-0 | 2-1 | –   |

### Bảng E
| VT | Đội                    | ST | T | H | B | BT | BB | HS | Đ  | Giành quyền tham dự |
| -- | ---------------------- | -- | - | - | - | -- | -- | -- | -- | ------------------- |
| 1  | Nagoya Grampus         | 6  | 3 | 3 | 0 | 10 | 4  | +6 | 12 | Vòng loại trực tiếp |
| 2  | Newcastle Jets         | 6  | 3 | 1 | 2 | 6  | 5  | +1 | 10 | Vòng loại trực tiếp |
| 3  | Ulsan Hyundai Horang-i | 6  | 2 | 0 | 4 | 4  | 10 | −6 | 6  |                     |
| 4  | Bắc Kinh Quốc An       | 6  | 1 | 2 | 3 | 4  | 5  | −1 | 5  |                     |

|                        | NAG | NEW | ULS | BEI |
| ---------------------- | --- | --- | --- | --- |
| Nagoya Grampus         | –   | 1-1 | 4-1 | 0-0 |
| Newcastle Jets         | 0-1 | –   | 2-0 | 2-1 |
| Ulsan Hyundai Horang-i | 1-3 | 0-1 | –   | 1-0 |
| Bắc Kinh Quốc An       | 1-1 | 2-0 | 0-1 | –   |

### Bảng F
| VT | Đội              | ST | T | H | B | BT | BB | HS  | Đ  | Giành quyền tham dự |
| -- | ---------------- | -- | - | - | - | -- | -- | --- | -- | ------------------- |
| 1  | Gamba Osaka      | 6  | 5 | 0 | 1 | 17 | 4  | +13 | 15 | Vòng loại trực tiếp |
| 2  | FC Seoul         | 6  | 3 | 1 | 2 | 14 | 11 | +3  | 10 | Vòng loại trực tiếp |
| 3  | Sơn Đông Lỗ Năng | 6  | 2 | 1 | 3 | 10 | 9  | +1  | 7  |                     |
| 4  | Sriwijaya        | 6  | 1 | 0 | 5 | 7  | 24 | −17 | 3  |                     |

|                  | OSA | SEO | SHA | SRI |
| ---------------- | --- | --- | --- | --- |
| Gamba Osaka      | –   | 1-2 | 3-0 | 5-0 |
| FC Seoul         | 2-4 | –   | 1-1 | 5-1 |
| Sơn Đông Lỗ Năng | 0-1 | 2-0 | –   | 5-0 |
| Sriwijaya        | 0-3 | 2-4 | 4-2 | –   |

### Bảng G
| VT | Đội                 | ST | T | H | B | BT | BB | HS  | Đ  | Giành quyền tham dự |
| -- | ------------------- | -- | - | - | - | -- | -- | --- | -- | ------------------- |
| 1  | Kashima Antlers     | 6  | 4 | 1 | 1 | 16 | 6  | +10 | 13 | Vòng loại trực tiếp |
| 2  | Suwon Bluewings     | 6  | 4 | 0 | 2 | 12 | 8  | +4  | 12 | Vòng loại trực tiếp |
| 3  | Thân Hoa Thượng Hải | 6  | 2 | 2 | 2 | 9  | 8  | +1  | 8  |                     |
| 4  | SAFFC               | 6  | 0 | 1 | 5 | 4  | 19 | −15 | 1  |                     |

|                     | KAS | SUW | SHA | SAF |
| ------------------- | --- | --- | --- | --- |
| Kashima Antlers     | –   | 3-0 | 2-0 | 5-0 |
| Suwon Bluewings     | 4-1 | –   | 2-1 | 3-1 |
| Thân Hoa Thượng Hải | 1-1 | 2-1 | –   | 4-1 |
| SAFFC               | 1-4 | 0-2 | 1-1 | –   |

### Bảng H
| VT | Đội                    | ST | T | H | B | BT | BB | HS | Đ  | Giành quyền tham dự |
| -- | ---------------------- | -- | - | - | - | -- | -- | -- | -- | ------------------- |
| 1  | Pohang Steelers        | 6  | 3 | 3 | 0 | 7  | 3  | +4 | 12 | Vòng loại trực tiếp |
| 2  | Kawasaki Frontale      | 6  | 3 | 1 | 2 | 10 | 7  | +3 | 10 | Vòng loại trực tiếp |
| 3  | Thiên Tân Teda         | 6  | 2 | 2 | 2 | 6  | 5  | +1 | 8  |                     |
| 4  | Central Coast Mariners | 6  | 0 | 2 | 4 | 5  | 13 | −8 | 2  |                     |

|                        | POH | KAW | TIA | CCM |
| ---------------------- | --- | --- | --- | --- |
| Pohang Steelers        | –   | 1-1 | 1-0 | 3-2 |
| Kawasaki Frontale      | 0-2 | –   | 1-0 | 2-1 |
| Thiên Tân Teda         | 0-0 | 3-1 | –   | 2-2 |
| Central Coast Mariners | 0-0 | 0-5 | 0-1 | –   |

## Vòng loại trực tiếp

### Vòng 16 đội
Lễ bốc thăm vòng 16 đội diễn ra vào ngày 7 tháng 1 năm 2009, cùng với lễ bốc thăm vòng bảng. Các trận đấu ở khu vực Tây Á diễn ra vào ngày 26 và 27 tháng 5. Các trận đấu ở khu vực Đông Á diễn ra vào ngày 24 tháng 6.
| Đội 1           | Tỉ số              | Đội 2             |
| Tây Á           | Tây Á              | Tây Á             |
| --------------- | ------------------ | ----------------- |
| Al-Hilal        | 0–0 (h.p.) (3–4 p) | Umm-Salal         |
| Persepolis      | 0–1                | Bunyodkor         |
| Al-Ittihad      | 2–1                | Al-Shabab         |
| Al-Ettifaq      | 1–2                | Pakhtakor         |
| Đông Á          |                    |                   |
| Nagoya Grampus  | 2–1                | Suwon Bluewings   |
| Gamba Osaka     | 2–3                | Kawasaki Frontale |
| Kashima Antlers | 2–2 (h.p.) (4–5 p) | FC Seoul          |
| Pohang Steelers | 6–0                | Newcastle Jets    |

### Tứ kết
Lễ bốc thăm vòng tứ kết và các vòng loại trực tiếp còn lại diễn ra tại Kuala Lumpur, Malaysia vào ngày 29 tháng 6 năm 2009. Các trận lượt đi diễn ra vào ngày 23–24 tháng 9, còn các trận lượt về diễn ra vào ngày 30 tháng 9.

| Đội 1             | TTS | Đội 2           | Lượt đi | Lượt về    |
| ----------------- | --- | --------------- | ------- | ---------- |
| Umm-Salal         | 4–3 | FC Seoul        | 3–2     | 1–1        |
| Kawasaki Frontale | 3–4 | Nagoya Grampus  | 2–1     | 1–3        |
| Pakhtakor         | 1–5 | Al-Ittihad      | 1–1     | 0–4        |
| Bunyodkor         | 4–5 | Pohang Steelers | 3–1     | 1–4 (h.p.) |

### Bán kết
Các trận lượt đi diễn ra vào ngày 21 tháng 10, còn các trận lượt về diễn ra vào ngày 28 tháng 10 năm 2009.

| Đội 1           | TTS | Đội 2          | Lượt đi | Lượt về |
| --------------- | --- | -------------- | ------- | ------- |
| Al-Ittihad      | 8–3 | Nagoya Grampus | 6–2     | 2–1     |
| Pohang Steelers | 4–1 | Umm-Salal      | 2–0     | 2–1     |

### Chung kết
Trận chung kết diễn ra vào ngày 7 tháng 11 tại Sân vận động quốc gia, Tokyo, Nhật Bản.

| Al-Ittihad | 1–2    | Pohang Steelers                     |
| ---------- | ------ | ----------------------------------- |
| Noor 74'   | Report | No Byung-jun 57' · Kim Hyung-il 66' |

## Các cầu thủ ghi bàn hàng đầu
Chú thích: Bàn thắng ghi được ơn vòng loại không được tính
| Xếp hạng | Cầu thủ              | Câu lạc bộ        | MD1 | MD2 | MD3 | MD4 | MD5 | MD6 | R16 | QF1 | QF2 | SF1 | SF2 | F | Tổng |
| -------- | -------------------- | ----------------- | --- | --- | --- | --- | --- | --- | --- | --- | --- | --- | --- | - | ---- |
| 1        | Leandro              | Gamba Osaka       | 1   | 3   | 2   | 1   | 1   |     | 2   |     |     |     |     |   | 10   |
| 2        | Prince Tagoe         | Al-Ettifaq        |     |     | 2   | 3   | 2   |     | 1   |     |     |     |     |   | 8    |
| 3        | Denilson             | Pohang Steelers   |     |     |     |     | 3   | 1   | 1   |     | 2   |     |     |   | 7    |
| 4        | Nasser Al-Shamrani   | Al-Shabab         | 1   |     | 1   | 3   | 1   |     |     |     |     |     |     |   | 6    |
| 5        | Mohammed Noor        | Al-Ittihad        |     |     |     |     |     |     |     |     | 1   | 3   |     | 1 | 5    |
| 5        | Yoshizumi Ogawa      | Nagoya Grampus    |     |     |     | 1   | 2   |     | 1   |     | 1   |     |     |   | 5    |
| 5        | Hicham Aboucherouane | Al-Ittihad        | 1   | 1   |     |     | 1   |     | 1   |     | 1   |     |     |   | 5    |
| 5        | Dejan Damjanović     | FC Seoul          |     |     |     |     | 3   | 1   |     |     | 1   |     |     |   | 5    |
| 5        | Renatinho            | Kawasaki Frontale | 1   |     | 1   | 1   | 1   |     | 1   |     |     |     |     |   | 5    |
| 5        | Zaynitdin Tadjiyev   | Pakhtakor         | 1   | 1   | 1   |     | 1   |     | 1   |     |     |     |     |   | 5    |
| 5        | Araújo               | Al-Gharafa        | 1   | 1   |     | 3   |     |     |     |     |     |     |     |   | 5    |

## Đội đoạt giải phong cách
Pohang Steelers